# باتريشيا فيريرا
باتريشيا فيريرا (بالبرتغالية: Patricia de Oliveira Ferreira‏) (21 مارس 1976 بمويا في البرازيل - ) هي لاعبة كرة سلة برازيلية في مركز هجوم صغير الجسم، شاركت في الألعاب الأولمبية الصيفية 2012 والألعاب الأولمبية الصيفية 2008.

## وصلات خارجية
- باتريشيا فيريرا على موقع الاتحاد الدولي لكرة السلة (الإنجليزية)
- باتريشيا فيريرا على موقع كرة السلة الأوروبية.كوم (الإنجليزية)
- باتريشيا فيريرا على موقع بروبوليرز (الإنجليزية)
- باتريشيا فيريرا على موقع سبورتس رفرنس (الإنجليزية)
- باتريشيا فيريرا على موقع أوليمبيديا (الإنجليزية)